# كومبتين
كومبتين هي إحدى قرى مركز طوخ التابعة لمحافظة القليوبية في مصر.